# Де-Вахт
Де-Вахт (нід. De Wacht) — селище в нідерландській провінції Південна Голландія. Входить до муніципалітету Гуксе-Вард. Наразі у селищі нараховується близько 25 будинків.